# アウンミョーミン
アウンミョーミン (ビルマ語: အောင်မျိုးမင်း, 英語: Aung Myo Min) は、ミャンマーの人権活動家。現在、国民統一政府の人権大臣。ミャンマーで最初のLGBTの大臣である。

## 生い立ちと学生時代
1988年までヤンゴン大学で英語学を学んだ。同年、8888民主化運動に参加したのち、国境付近のジャングルで全ビルマ学生民主戦線の武装抵抗運動に加わった。その後、隣国タイ・チエンマイに亡命した。1993年にニューヨーク市のコロンビア大学で人権提唱プログラムを学び、1995年に修士号を取得した。

## 経歴
1996年、レズビゲイの権利委員会（Comittee for Lesbigay Rights in Burma:CLRB）を創設し、国際レズビアン・ゲイ協会（International Lesbian and Gay Association: ILGA、現International Gay, Lesbian, Bisexual, Trans and Intersex Association）のアジア代表を務めた。
2000年、アメリカ政府の資金援助を得てビルマ人権教育機関（Human Rights Education Institute of Burma: HREIB）を設立した。同団体は、後に「平等ミャンマー」（EQMM）と改名され、事務局長を務めた。2005年から2010年まで、ビルマ連邦国民連合政府の人権文書部門の局長を務めた。また、2007年、開始されたEQMMプロジェクト「Colors Rainbow」の創設者であり、ミャンマーLGBT権利ネットワークの運営委員会メンバーでもある。
2013年、ミャンマーに戻った後、人権活動への関与を増やした。クーデター後の2021年5月3日、連邦議会代表委員会によって、国民統一政府の人権大臣として任命された。

## 受賞歴
1999年、国際ゲイおよびレズビアン人権委員会からフェリパデスーザ賞を受賞した。人権とLGBTの権利に関する彼の業績に対して7つの国際的な賞を受賞している。2017年、平和、民主主義、人権を擁護するために欧州連合からミャンマー市民に贈られた最初のロベールシューマン賞を受賞した。また、2016年、国連のN-PeaceAwardにノミネートされた。

## 大衆文化
ドキュメンタリー「こんな愛」（This Kind of Love）は、ミャンマー帰国後のアウンミョーミンの人生とキャリアを記録したものである。本作は、2015年に開催された人権と人間の尊厳の国際映画祭で優勝した。